# Madrigalism
Madrigalism beskriver, framför allt inom den italienska madrigalformen under 1500-talet, relationen mellan text (ord) och musik; jämför tonmåleri. Betydelsen av ett ord eller textstycke illustreras i musikens melodik och/eller harmonik.